# 朱宅
朱宅，位於江苏省昆山市周庄镇后港街38号，是一处昆山市文物保护单位。现为周庄博物馆。

## 历史
朱宅建于清末民初，为周庄人朱贤伯的住宅。现存三进，分别为一进门厅、二进大厅、三进堂楼。雕刻精美。1998年筹建博物馆，占地面积1104平方米，2016年更新布展。

## 保护
2009年9月，朱宅公布为第四批昆山市文物保护单位。